# 沿線おでかけ!! プチ散歩アワー
沿線おでかけ!! プチ散歩アワー（えんせんおでかけ プチさんぽアワー）は、関東地方のジュピターテレコム（JCOM）系列のケーブルテレビ局で放送される地域情報番組ゾーンの総称。

## 概要
関東地方のJCOM系列局ではこれまでも各局独自の地域情報番組を制作・放送していたが、2011年より月～土の夜枠に専用の時間帯を設け、帯番組のような形で各局の情報番組を固定した時間に放送するようになった。対象の番組は、いずれも基本的に毎回一つの駅を取り上げ、駅周辺の飲食店・商店・観光スポット等を紹介していくスタイルである。

### 時間帯
- J:COMチャンネルHD 毎週月～土 8:00～9:00
- J:COMチャンネル 毎週月～土 21:00～22:00

## 番組
以下は2012年7月現在。なお個別の番組は上記の時間帯以外にも随時J:COMチャンネルで再放送されている（上記の時間帯が初回放送とは限らず、昼間のうちに初回放送される場合もある）。2012年12月を持って枠廃止と全番組終了となった。

### ハマSHOW!!
月曜日放送。対象エリアは神奈川県（東海道線・京浜急行電鉄沿線が中心）。レギュラーは三瓶、大貫さん（タカダ・コーポレーション）。

### 駅なび
火曜日放送。対象エリアは東京都・神奈川県（小田急電鉄・京王電鉄沿線が中心）。レギュラーは山蔭ヒーロ、三条恵美。この枠の中では唯一番組DVDが発売されている。2013年1月より後継枠「ジモト発見アワー」の番組となっていた（放送曜日・時間の変更はない）。

### 埼京伝説
木曜日放送。対象エリアは東京都・埼玉県（埼京線・武蔵野線・東武東上線沿線などが幅広く取り上げられていた）。レギュラー出演者は高橋摩衣、だいなお。ナレーターは、お姉キャラの男性が担当していた。3月までは、ツイッター、食べログによる情報提供、東京写真学園材料提供と取材班が録ったVTRを出演者が見ていた。

### 粋な下町てれび
金曜日放送。対象エリアは東京都（いわゆる下町エリア）。東京スカイツリーの近く、もしくは見える駅の周辺を歩いていた。レギュラーは八波一起、マシンガンズ。

### 快撮⇒ちば・いばらき行
土曜日放送。対象エリアは千葉県・茨城県全般。レギュラーは江戸むらさき。

### 逸品刑事コレクション
水曜日放送。対象エリアは東京都下(23区外の地域)。レギュラーは花満開、安岡あゆみ。傑作選方式で製作が違うためプチ散歩アワーとは別の番組として放送されていた。

### 過去
- ぶらかるちゃ

過去に水曜日に放送。対象エリアは東京都・埼玉県（中央線・西武鉄道沿線が中心）。固定のレギュラー出演者はいないが、回によって原口あきまさ、イジリー岡田、神奈月等の知名度の高いものまねタレント、俳優が出演することがあった。